# Championnat du Mexique de football américain 2022
Navigation
Édition précédente Édition suivante
Le championnat du Mexique de football américain 2019 est la 5e édition du championnat professionnel organisé par la Liga de Fútbol Americano, les éditions prévues en 2020 et 2021 ayant été annulées à la suite de la pandémie de Covid-19 au Mexique,.
Deux nouvelles équipes intègrent la Ligue : les Galgos de Tijuana (en) basés à Tijuana et les Reyes de Jalisco (en) basés à Zapopan dans l'État de Jalisco,. Elle perd cependant les Osos de Toluca.
De ce fait, le championnat se compose de sept équipes. Celles-ci contrairement aux saisons précédentes ne sont plus réparties en deux divisions.
Les Condors se relocalisant dans l'État de Querétaro et sont officiellement rebaptisés les Gallos Negros de Querétaro (en) le 3 février 2022. La Ligue considère cette équipe comme une nouvelle franchise,.

## Les équipes participantes
| Équipe                          | Ville                     | Stade                         | Capacité | Entraîneur              | 1re saison LFA |
| ------------------------------- | ------------------------- | ----------------------------- | -------- | ----------------------- | -------------- |
| Mexicas de Mexico               | Mexico                    | Estadio Perros Negros         | 2 500    | Héctor Toxqui           | 2018           |
| Dinos de Saltillo               | Saltillo, Coahuila        | Olympique de Saltillo         | 16 000   | Javier Adame            | 2017           |
| Fundidores de Monterrey         | Monterrey, Nuevo León     | Estadio Borregos              | 10 057   | Carlos Strevel          | 2017           |
| Raptors de Naucalpan            | Naucalpan, Mexico         | FES Acatlán                   | 2 000    | Guillermo Gutiérrez     | 2016           |
| Galgos de Tijuana (en)          | Tijuana, Baja California  | Estadio Caliente              | 27 333   | Guillermo Ruiz Burguete | 2022           |
| Gallos Negros de Querétaro (en) | Querétaro City, Querétaro | Estadio Olímpico de Querétaro | 4 600    | Félix Buendía           | 2022           |
| Reyes de Jalisco (en)           | Zapopan, Jalisco          | Estadio Tres de Marzo         | 18 779   | Ernesto Alfaro          | 2022           |

## Système de championnat
En saison régulière, chaque équipe les six autres soit 21 matchs.
À la fin de la saison régulière, la phase éliminatoire (ou play-offs) se compose de deux demi-finales :
- le 1er de la saison régulière reçoit le 4e ;
- le 2e reçoit le 3e.

Les gagnants des deux matchs se rencontrent lors du Tazón México V.

## La draft
|  | Tour | Choix | Équipe LFA                      | Joueur                | Poste | Université                               | Notes                        |
|  | ---- | ----- | ------------------------------- | --------------------- | ----- | ---------------------------------------- | ---------------------------- |
|  | 1    | 1     | Reyes de Jalisco (en)           | Salvador Cabrera      | DB    | FES Acatlán                              |                              |
|  | 1    | 2     | Fundidores de Monterrey         | Emilio Pérez          | OL    | Pumas Acatlán                            | Choix issu des Galgos        |
|  | 1    | 3     | Raptors de Naucalpan            | Jean Renaud           | DB    | Pumas Acatlán                            |                              |
|  | 1    | 4     | Reyes de Jalisco                | Alberto García        | OL    | Pumas Acatlán                            | Choix issu des Fundidores    |
|  | 1    | 5     | Fundidores de Monterrey         | Saúl Sauceda          | OL    | Auténticos Tigres UANL                   | Choix issu des Dinos         |
|  | 1    | 6     | Mexicas de Mexico               | Adrián Cuadra         | DB    | Pumas CU                                 | Choix issu des Gallos Negros |
|  | 1    | 7     | Mexicas de Mexico               | Luis Ceniceros        | DL    | Leones Anáhuac Norte                     |                              |
|  | 2    | 8     | Reyes de Jalisco                | Rodrigo Jurado        | OL    | Linces UVM                               |                              |
|  | 2    | 9     | Gallos Negros de Querétaro (en) | Gerson Sánchez        | OL    | Burros Blancos IPN                       | Choix issu des Galgos        |
|  | 2    | 10    | Raptors de Naucalpan            | Alfredo Gachuz        | K     | Borregos Salvajes CEM                    |                              |
|  | 2    | 11    | Fundidores de Monterrey         | Joan Lara             | DL    | Auténticos Tigres UANL                   |                              |
|  | 2    | 12    | Gallos Negros de Querétaro      | Maximiliano Hernández | WR    | Borregos Salvajes Toluca                 | Choix issu des Dinos         |
|  | 2    | 13    | Gallos Negros de Querétaro      | Luis Enríquez         | OL    | Águilas Blancas                          |                              |
|  | 2    | 14    | Reyes de Jalisco                | César Baeza           | LB    | Burros Blancos IPN                       | Choix issu des Mexicas       |
|  | 3    | 15    | Reyes de Jalisco                | Jorge Licea           | DL    |                                          |                              |
|  | 3    | 16    | Galgos de Tijuana (en)          | Isaac Pulido          | LB    | Autonomous University of Baja California |                              |
|  | 3    | 17    | Raptors de Naucalpan            | Luis Villegas         | WR    | Borregos Salvajes Toluca                 |                              |
|  | 3    | 18    | Gallos Negros de Querétaro      | Anthony Baldovinos    | DL    | Burros Blancos IPN                       | Choix issu des Fundidores    |
|  | 3    | 19    | Dinos de Saltillo               | Marco González        | LB    | Auténticos Tigres UANL                   |                              |
|  | 3    | 20    | Gallos Negros de Querétaro      | Joan Pérez Durán      | DB/LB |                                          |                              |
|  | 3    | 21    | Mexicas de Mexico               | Oliver González       | OL    | Leones Anáhuac Norte                     |                              |
|  | 4    | 22    | Reyes de Jalisco                | Carlos Farías         | QB    | Borregos Salvajes Guadalajara            |                              |
|  | 4    | 23    | Gallos Negros de Querétaro      | Marco Cisneros        | RB    | Pumas CU                                 | Choix issu des Galgos        |
|  | 4    | 24    | Raptors de Naucalpan            | Ulises Colín          | RB    | Burros Blancos IPN                       |                              |
|  | 4    | 25    | Fundidores de Monterrey         | Daniel Peña           | WR    | [Auténticos Tigres UANL                  |                              |
|  | 4    | 26    | Dinos de Saltillo               | Enrique López         | OL    | Lobos UAC                                |                              |
|  | 4    | 27    | Gallos Negros de Querétaro      | José Ruiz             | WR    | Pumas CU                                 |                              |
|  | 4    | 28    | Mexicas de Mexico               | Chrisstopher González | DB    | Borregos Salvajes Puebla                 |                              |
|  | 5    | 29    | Reyes de Jalisco                | Óscar Villagrán       | WR    | Pumas CU                                 |                              |
|  | 5    | 30    | Galgos de Tijuana               | René López            | DB    | Águilas UACH]                            |                              |
|  | 5    | 31    | Raptors de Naucalpan            | Francisco Ornelas     | RB    | Pumas Acatlán                            |                              |
|  | 5    | 32    | Fundidores de Monterrey         | Juan Garza            | LB    | Borregos Salvajes Puebla                 |                              |
|  | 5    | 33    | Dinos de Saltillo               | Alan Centeno          | OL    | Borregos Salvajes Monterrey              |                              |
|  | 5    | 34    | Gallos Negros de Querétaro      | Alberto Rodríguez     | TE    | Linces UVM                               |                              |
|  | 5    | 35    | Mexicas de Mexico               | Alejandro Márquez     | QB    | Leones Anáhuac Norte                     |                              |

## La saison régulière
| Pos | Équipe                          | Bilan | Pct | Division |
| --- | ------------------------------- | ----- | --- | -------- |
|     | Dinos de Saltillo               | ?-?   | %   | ?-?      |
|     | Fundidores de Monterrey         | ?-?   | %   | ?-?      |
|     | Galgos de Tijuana (en)          | ?-?   | %   | ?-?      |
|     | Gallos Negros de Querétaro (en) | ?-?   | %   | ?-?      |
|     | Mexicas de Mexico               | ?-?   | %   | ?-?      |
|     | Raptors de Naucalpan            | ?-?   | %   | ?-?      |
|     | Reyes de Jalisco (en)           | ?-?   | %   | ?-?      |

## La phase éliminatoire
| Date          | Heure | Domicile | Résultat | Visiteur |
| ------------- | ----- | -------- | -------- | -------- |
| 30 avril 2022 |       | ?        | ?-?      | ?        |
| 30 avril 2022 |       | ?        | ?-?      | ?        |

## LeTazón México V
| Date        | Heure | Domicile | Résultat | Visiteur |
| ----------- | ----- | -------- | -------- | -------- |
| 15 mai 2022 |       | ?        | ?-?      | ?        |

### Évolution du score
| Temps           | Description des actions | Score E1-E2 | Score E1-E2 |
| --------------- | ----------------------- | ----------- | ----------- |
| 1er Quart-temps |                         |             |             |
|                 |                         |             | -           |
|                 |                         |             | -           |
| 2e Quart-temps  |                         |             |             |
|                 |                         |             | -           |
|                 |                         |             | -           |
| 3e Quart-temps  |                         |             |             |
|                 |                         |             | -           |
|                 |                         |             | -           |
| 4e Quart-temps  |                         |             |             |
|                 |                         |             | -           |
|                 |                         |             |             |
|                 |                         |             | ?-?         |